# Shenzhens universitet
Shenzhens universitet (traditionell kinesiska: 深圳大學, förenklad kinesiska: 深圳大学, pinyin: Shēnzhèn Dàxué) är ett offentligt universitet i Kina. Det grundades år 1983 och är beläget i distriktet Nanshan i Shenzhen i provinsen Guangdong, och är ett omfattande universitet. Universitetet har två campus, Yuehai och Lihu, som tillsammans täcker en yta på 2,72 kvadratkilometer.
Området runt Shenzhens universitet är en teknologisk hub i Kina, och Ma Huateng, grundaren av Tencent, är en av universitetets alumner.